# Kamen Rider Wizard
Kamen Rider Wizard (jap. 仮面ライダーウィザード Kamen Raidā Wizādo) – japoński serial tokusatsu, dwudziesta trzecia odsłona serii Kamen Rider. Serial został stworzony przez Toei Company. Emitowany był na kanale TV Asahi od 2 września 2012 do 29 września 2013 roku, liczył 53 odcinki. 
Sloganem serialu jest zdanie: "A więc czas na przedstawienie!" (さあ、ショ－タイムだ! Saa, shōtaimu da!).

## Fabuła
W dzień zaćmienia słońca miał miejsce tajemniczy rytuał mający na celu wypuszczenie na świat potworów zwanych Fantomami przy użyciu ludzi obdarzonych potencjałem magicznym zwanych Bramami. Wśród nich znajdował się młody piłkarz Haruto Sōma, którego rodzice ucierpieli w wypadku kilkanaście lat wcześniej i którego nadzieja na ich uratowanie podtrzymywała go by żyć. Haruto jako jedyny przetrwał ceremonię dzięki swej nadziei, czego skutkiem było uwięzienie w sobie Fantoma zwanego Czarosmokiem. Tajemniczy Biały Mag, który uczestniczył w rytuale ofiarowuje Haruto pas zwany Wizardriverem oraz Pierścienie Czarodzieja, za pomocą których chłopak może przemienić się w Kamen Ridera Wizarda i chronić ludzkość od Fantomów. Wsparcia udzielają mu przypadkowo spotkany Shunpei Nara, który staje się potem powiernikiem Haruto, tajemnicza dziewczyna o imieniu Koyomi, która podobnie jak Haruto ma wiele wspólnego z Fantomami, policjantka Rinko Daimon, twórca Pierścieni Czarodzieja Shigeru Wajima oraz wspomniany tajemniczy Biały Mag. Niedługo później pojawia się młody archeolog Kōsuke Nitō, który za pomocą odnalezionego pasa staje się Kamen Riderem Beastem.

## Obsada
- Haruto Sōma/Kamen Rider Wizard: Shun'ya Shiraishi
- Koyomi: Makoto Okunaka
- Shunpei Nara: Junki Tozuka
- Shigeru Wajima: Hisahiro Ogura
- Rinko Daimon: Yuko Takayama
- Kōsuke Nitō/Kamen Rider Beast: Tasuku Nagase
- Czarosmok: Ryūzaburō Ōtomo
- Bestiochimera: Tomomichi Nishimura